# Бако Саакян
Бако Саакян (на арменски: Բակո Սահակյան, понякога превеждан като Сахакян или Сахакиян) е арменски политик от Нагорни Карабах, бивш президент.
Той е бивш шеф по сигурността на Нагорни Карабах. Избран е за 4-тия президент на непризнатата Република Нагорни Карабах. Негов предшественик на този пост е Аркадий Гукасян, заемал поста в продължение на 2 мандата по 5 години.

## История
Роден е в Степанакерт, град в арменската Нагорно-карабахска автономна област в тогавашната Азербайджанска съветска социалистическа република през 1960 г. След службата си в съветската армия работи 9 години във фабрика в Ханкенди.
През 1990 г. се присъединява към сили за отбрана на Нагорни Карабах (после: армия за отбрана), по-късно става заместник-началник на щаба, после заместник-командващ армията за отбрана. Той е министър на вътрешните работи (1999 – 2001) и министър на националната сигурност (2001 – 2007) на Нагорни Карабах.
Подава оставка през 2007 г., за да участва в президентските избори същата година. Като независим кандидат печели изборите с 85% от гласовете. Много от гласуващите го подкрепят главно заради работата му в службите за сигурност. Обещава да се бори за пълната независимост на Нагорни Карабах, надявайки се международното признание на Косово за независима държава да положи основите за признаване на суверенитета и на Нагорни Карабах.
Бако Саакян е женен с 2 деца. Завършил е Юридическия факултет на Арцахския държавен университет в Степанакерт.

## Президент
Като президент на Република Нагорни Карабах посещава селото Ванк (Мартакертски регион), за да участва в церемонията по откриването на нова болница, финансирана от местния филантроп Левон Хайрапетян.